# Mesarske muhe
Mesarske muhe (znanstveno ime Sarcophagidae), sestavljenka iz grških besed σαρкο - meso in Φαρκο - požiralec) so družina dvokrilcev. Na svetu živi okoli 2600 vrst  mesarskih muh in so razširjene po vseh kontinentih.
Ime so dobile po značilnosti, da se ličinke nekaterih vrst prehranjujejo z odmirajočim živalskim tkivom, kar človek izkorišča v medicini. Večina vrst sicer odlaga jajčeca v mrhovino ali iztrebke drugih živalih, redke pa v fazi ličinke zajedajo druge žuželke.

## Uporaba v medicini
Nekatere vrste mesarskih muh so že v davnini uporabljala stara ljudstva v svoji ljudski medicini, med njimi vrste
- Calliphora augur
- Calliphora erithrocephala
- Cynomya cadaverina
- Phormia regina

Te vrste muh uporabljajo tudi v sodobni medicini za čiščenje ran in bakterijskih okužb drugih tkiv. V sodni medicini določanje stopnje razvoja teh muh služi za ugotavljanje časa smrti.